# Psychotria platypoda
Psychotria platypoda är en måreväxtart som beskrevs av Dc.. Psychotria platypoda ingår i släktet Psychotria och familjen måreväxter. Inga underarter finns listade i Catalogue of Life.